# Vadul lui Vodă
Vadul lui Vodă (ryska: Вадул-Луй-Водэ) är en ort i Moldavien.   Den ligger i distriktet Municipiul Chişinău, i den centrala delen av landet, vid västra sidan av floden Dnestr. Vadul lui Vodă ligger 47 meter över havet och antalet invånare är 5 300.
Terrängen runt Vadul lui Vodă är huvudsakligen platt, men den allra närmaste omgivningen är kuperad. Trakten runt Vadul lui Vodă består till största delen av jordbruksmark.